# Carcoar
Carcoar est une localité australienne située dans la zone d'administration locale de Blayney, en Nouvelle-Galles du Sud. 

## Géographie
Elle est située à 52 km au sud-ouest de Bathurst et à 250 km à l'ouest de Sydney sur la Mid-Western Highway. Elle s'élève à 720 m d'altitude sur les deux rives de la Belubula.

## Démographie

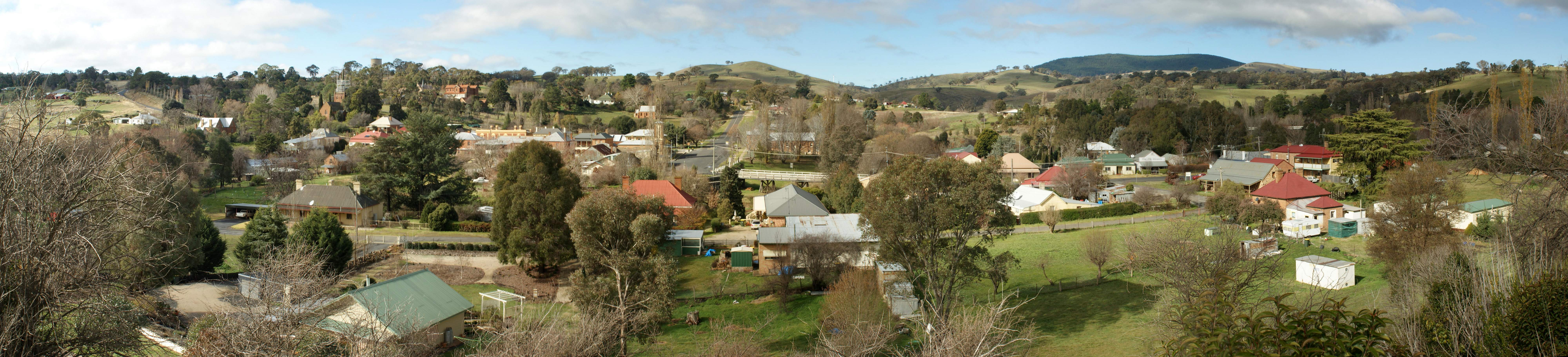
Carcoar

| 2011 | 2016 | 2021 |
| ---- | ---- | ---- |
| 215  | 200  | 271  |